# 214474 Long Island
214474 Long Island este o planetă minoră (asteroid) din centura de asteroizi. A fost descoperită pe 1 octombrie 2005 la Catalina Station⁠(d) de Catalina Sky Survey și a fost numită după Long Island. 
Obiectul prezintă o orbită caracterizată de o semiaxă mare de 3,1241426158552 UAi, o excentricitate de 0,13813331073932, o înclinație de 6,1909650365327 ° în raport cu ecliptica.